# Herbita cervina
Herbita cervina är en fjärilsart som beskrevs av W. Warren 1904. Herbita cervina ingår i släktet Herbita och familjen mätare. Inga underarter finns listade i Catalogue of Life.